# 狩野直喜

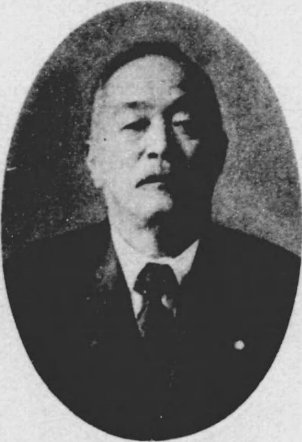
狩野直喜

狩野直喜（日语：／ Kano Naoki，字子温，號君山，1868年2月11日—1947年12月13日），日本汉学家，历史学者，“京都支那学”的开创者，是日本近代的大儒。

## 生平
狩野直喜毕业于东京帝国大学文学部汉学科。
1900年，狩野直喜来清朝留学，碰上了义和团，遭遇困境2个月后回国。
1906年到1928年，狩野直喜在京都帝国大学主持“中国哲学讲座”长达22年之久。
1911年，狩野直喜开始追踪敦煌文献，访察英国、法国、俄国、美国，并来中国寻访，与中国学者王国维建立了深厚的友谊。
1925年，獲任命為帝国学士院会員。

## 学术思想
- 严密的考证的方法。以弘扬清朝考证学的方法为己任，同时很早就接受西方的实证主义思想。
- 他的中国研究涉及的范围从上古到清代，领域从哲学到法律到西学，熟稔英语和法语。对中国哲学的研究继承了岛田篁村合注疏、义理、考证三者为一的学问精神，而反对仅凭某种纯粹的理论来解释中国的学问。[1]
- 经学的立场。狩野所涉猎的领域虽然十分广泛，但是经学的立场非常明确，认为戏曲、戏剧不属于经学。[2]
- 思想上归宗于儒学。王国维称他为一代“儒宗”。[註 1]
- 反对霸道，主张德治，综述孔子之教。[3][4]

## 作品
- 《中国哲学史》（筑摩書房，1953年）
- 《两汉学术考》（筑摩書房，1964年）
- 《魏晋学术考》（筑摩書房，1968年）
- 《支那文学史》（1970年）
- 《支那学文藪》（1973年）
- 《论语孟子研究》（1977年）
- 《汉文研究法》（1979年）
- 《读书纂餘》（1980年）
- 《御進講録》（1984年）
- 《支那小説戏曲史》（1992年）
- 《春秋研究》（1994年）

## 评价
清朝王国维称狩野直喜是：“当代儒宗”。

## 脚注
1. 1 2  清朝王国维《观堂集林》卷二十四《送日本狩野博士游欧洲》：“君山博士（狩野直喜，号君山）今儒宗，亭亭崛起东海东……”